# Юксеевский сельсовет
Юксеевский сельсовет - сельское поселение в Большемуртинском районе Красноярского края.
Административный центр - село Юксеево.

## Население
| 2010 | 2012  | 2013  | 2014  | 2015  | 2016  | 2017  |
| ---- | ----- | ----- | ----- | ----- | ----- | ----- |
| 1192 | ↘1156 | ↘1125 | ↘1098 | ↘1085 | ↘1063 | ↘1058 |

## Состав сельского поселения
| № | Населённый пункт    | Тип населённого пункта       | Население |
| - | ------------------- | ---------------------------- | --------- |
| 1 | Береговая-Подъёмная | деревня                      | 45        |
| 2 | Комарово            | деревня                      | 333       |
| 3 | Пакуль              | деревня                      | 283       |
| 4 | Юксеево             | село, административный центр | 531       |

## Местное самоуправление
Юксеевский сельский Совет депутатов
Дата избрания14.03.2010. Срок полномочий: 5 лет. Количество депутатов: 10
Глава муниципального образования
- Запевалов Василий Васильевич. Дата избрания: 14.03.2010. Срок полномочий: 5 лет